# Janusz Lewandowski
Janusz Antoni Lewandowski (Lublin, 13 juni 1951) is een Pools politicus voor het Platforma Obywatelska (EVP).
Lewandowski studeerde economie aan de Universiteit Gdańsk, waar hij in 1974 afstudeerde en in 1984 promoveerde. In de jaren 1991 en 1992-1993 was hij in Polen minister van Privatisering in de regeringen van Jan Krzysztof Bielecki en Hanna Suchocka.
Op 1 mei 2004 werd hij lid van het Europees Parlement, waar hij van 22 juli 2004 tot 30 januari 2007 voorzitter was van de Begrotingscommissie. Bij de verkiezingen van 2009 werd hij herkozen, maar hij legde zijn lidmaatschap in 2010 neer om Europees Commissaris te worden in de commissie-Barroso II. Hij volgde Paweł Samecki op en werd belast met de Financiële Programmering en Begroting. Lewandowski stelde zich in 2014 opnieuw kandidaat voor het Europees Parlement en werd weer verkozen. Hij nam zijn zetel op 1 juli 2014 in en werd als commissaris opgevolgd door Jacek Dominik.